# Sistema hamiltoniano
Un sistema hamiltoniano es un sistema dinámico gobernado por ecuaciones de Hamilton. En física, estos sistemas dinámicos describen la evolución de un sistema físico, como un sistema planetario o un electrón en un campo electromagnético. Estos sistemas pueden estudiarse tanto en mecánica hamiltoniana como en teoría de sistemas dinámicos.

## Visión general
Informalmente, un sistema hamiltoniano es un formalismo matemático desarrollado por Hamilton para describir las ecuaciones de evolución de un sistema físico. La ventaja de esta descripción es que da importantes aportes sobre la dinámica, incluso aunque el problema de valor inicial no pueda resolverse analíticamente. Un ejemplo es el movimiento planetario de tres cuerpos. Aunque no existe ninguna solución simple al problema general, Poincaré demostró por primera vez que exhibe caos determinístico.
Formalmente, un sistema hamiltoniano es un sistema dinámico completamente descrito por la función escalar {\displaystyle H({\boldsymbol {q}},{\boldsymbol {p}},t)}, el hamiltoniano. El estado del sistema, {\displaystyle {\boldsymbol {r}}}, viene descrito por las coordenadas generalizadas «momento» {\displaystyle {\boldsymbol {p}}} y «posición» {\displaystyle {\boldsymbol {q}}} donde {\displaystyle {\boldsymbol {p}}} y {\displaystyle {\boldsymbol {q}}} son vectores con la misma dimensión, {\displaystyle N}. Así, el sistema está completamente descrito por el vector de dimensión {\displaystyle 2N}
{\displaystyle {\boldsymbol {r}}=({\boldsymbol {q}},{\boldsymbol {p}})}
y la ecuación de evolución está dada por las ecuaciones de Hamilton,
{\displaystyle {\begin{aligned}&{\frac {d{\boldsymbol {p}}}{dt}}=-{\frac {\partial H}{\partial {\boldsymbol {q}}}}\\&{\frac {d{\boldsymbol {q}}}{dt}}=+{\frac {\partial H}{\partial {\boldsymbol {p}}}}\end{aligned}}}.
La trayectoria {\displaystyle {\boldsymbol {r}}(t)} es la solución del problema de valor inicial definido por las ecuaciones de Hamilton y la condición inicial {\displaystyle {\boldsymbol {r}}(0)={\boldsymbol {r}}_{0}\in \mathbb {R} ^{2N}}.

## Sistema hamiltoniano independiente del tiempo
Si el hamiltoniano no es explícitamente dependiente del tiempo, esto es, si {\displaystyle H({\boldsymbol {q}},{\boldsymbol {p}},t)=H({\boldsymbol {q}},{\boldsymbol {p}})}, entonces el hamiltoniano no varía con el tiempo en términos absolutos:
| {\displaystyle {\frac {dH}{dt}}={\frac {\partial H}{\partial {\boldsymbol {p}}}}\cdot {\frac {d{\boldsymbol {p}}}{dt}}+{\frac {\partial H}{\partial {\boldsymbol {q}}}}\cdot {\frac {d{\boldsymbol {q}}}{dt}}+{\frac {\partial H}{\partial t}}} {\displaystyle {\frac {dH}{dt}}={\frac {\partial H}{\partial {\boldsymbol {p}}}}\cdot \left(-{\frac {\partial H}{\partial {\boldsymbol {q}}}}\right)+{\frac {\partial H}{\partial {\boldsymbol {q}}}}\cdot {\frac {\partial H}{\partial {\boldsymbol {p}}}}+0=0} |

y por tanto el hamiltoniano es una constante del movimiento, cuyo valor es igual a la energía total del sistema, {\displaystyle H=E}. Ejemplos de estos sistemas son el péndulo, el oscilador armónico o el billar dinámico.

### Ejemplo
Un ejemplo de sistema hamiltoniano independiente del tiempo es el oscilador armónico. Consideremos el sistema definido por las coordenadas {\displaystyle {\boldsymbol {p}}=p} y {\displaystyle {\boldsymbol {q}}=x} cuyo hamiltoniano viene dado por
{\displaystyle H={\frac {p^{2}}{2m}}+{\frac {1}{2}}kx^{2}}
El hamiltoniano de este sistema no depende del tiempo y por tanto la energía del sistema se conserva.

## Estructura simpléctica
Una propiedad importante de un sistema dinámico hamiltoniano es que tiene estructura simpléctica. Expresando
{\displaystyle \nabla _{\boldsymbol {r}}H({\boldsymbol {r}})={\begin{bmatrix}\partial _{\boldsymbol {q}}H({\boldsymbol {q}},{\boldsymbol {p}})\\\partial _{\boldsymbol {p}}H({\boldsymbol {q}},{\boldsymbol {p}})\\\end{bmatrix}}}
la ecuación de evolución del sistema dinámico puede escribirse como
{\displaystyle {\frac {d{\boldsymbol {r}}}{dt}}=S_{N}\cdot \nabla _{\boldsymbol {r}}H({\boldsymbol {r}})}
donde
{\displaystyle S_{N}={\begin{bmatrix}0&I_{N}\\-I_{N}&0\\\end{bmatrix}}}
e {\displaystyle I_{N}} es la matriz identidad {\displaystyle N\times N}.
Una consecuencia importante de esta propiedad es que se preserva un volumen infinitesimal del espacio de fases. Un corolario de esto es el teorema de Liouville, que afirma que en un sistema hamiltoniano, el volumen en el espacio de fases de una superficie cerrada se preserva bajo evolución temporal.
{\displaystyle {\frac {d}{dt}}\int _{S_{t}}d{\boldsymbol {r}}=\int _{S_{t}}{\frac {d{\boldsymbol {r}}}{dt}}\cdot d{\boldsymbol {S}}=\int _{S_{t}}{\boldsymbol {F}}\cdot d{\boldsymbol {S}}=\int _{S_{t}}\nabla \cdot {\boldsymbol {F}}d{\boldsymbol {r}}=0}
donde la tercera igualdad viene del teorema de la divergencia.

## Ejemplos
- Billares dinámicos.
- Sistemas planetarios, más específicamente, el problema de los n cuerpos.
- Relatividad general canónica.